# Michal Hanusek
Michal Hanusek (30. září 1899 – 19. května 1972) byl slovenský a československý politik Strany slobody a poúnorový poslanec Národního shromáždění ČSR.

## Biografie
Ve volbách roku 1954 byl zvolen do Národního shromáždění za Stranu slobody ve volebním obvodu Pezinok-Trnava. V parlamentu zasedal do konce jeho funkčního období, tedy do voleb v roce 1960. K roku 1954 se profesně uvádí jako člen rady ONV v Penzinku a soukromý zemědělec.